# Gol del Segle
El gol del Segle, també conegut com "El Millor Gol en la Història de la Copa del Món de Futbol", va ser un premi al millor gol marcat en un partit de fases finals de la Copa del Món de la FIFA. Va ser decidit per una enquesta en una pàgina d'Internet de la FIFA, durant la Copa del Món de futbol 2002
El guanyador va ser el segon gol marcat per a l'Argentina, de Diego Armando Maradona, en els quarts de final de Mèxic 1986, en un partit jugat contra Anglaterra, el 22 de juny de l'any 1986, a l'Estadi Azteca de la Ciutat de Mèxic davant 114.580 afeccionats.

## Elecció
Durant la  Copa del Món 2002, es va portar a terme una votació durant 6 setmanes per a definir el millor gol en la història dels mundials. La votació va ser portada a terme per FIFAworldcup.com i la marca de cervesa Budweiser, sent el total de votants de 341.460 persones de més de 150 països diferents.

## Gol guanyador
Començant dintre del seu propi camp, Maradona va recórrer 62 metres en 10 segons eludint 6 jugadors anglesos (Hoddle, Reid, Sansom, Butcher, Fenwick i el porter Shilton), abans d'anotar el gol. La jugada va incloure 12 tocs amb el seu peu esquerre i cap amb el dret, 3 esquivaments i un gir (al començament de la jugada).
El gol no va ser tan impressionant en la definició sinó en el desenvolupament de la jugada, quan Maradona cercava d'arribar a l'àrea gran anglesa esquivant tot jugador anglès que s'hi encarés, impressionant amb els seus driblatges. Pocs minuts abans, el jugador argentí havia de un gol amb la mà, conegut com la mà de Déu. El partit finalment es va acabar 2-1 amb una reeixida victòria de l'Argentina que li va permetre de classificar-se per a les semifinals.
En la cultura futbolística argentina el gol no pot separar-se del relat del periodista, Víctor Hugo Morales va expressar:
| «                     | Balón para Diego, ahí la tiene Maradona, lo marcan dos, pisa la pelota, Maradona. Arranca por la derecha el genio del fútbol mundial. Puede tocar para Burruchaga... Siempre Maradona. ¡Genio, genio, genio! Ta, ta, ta, ta, ta ... ¡Gooooooool gooooooool! ¡Quiero llorar! ¡Dios santo, viva el fútbol, golaaaazo! ¡Diegoooool Maradona! Es para llorar, perdónenme, Maradona en un recorrido memorable, en la jugada de todos los tiempos, barrilete cósmico, ¿de qué planeta viniste para dejar en el camino a tanto inglés?, para que el país sea un puño apretado gritando por Argentina. Argentina 2 - Inglaterra 0. ¡Diegol, Diegol!, Diego Armando Maradona, gracias, Dios, por el fútbol, por Maradona, por estas lágrimas, por este Argentina 2 - Inglaterra 0. | » |
| — Víctor Hugo Morales | |   |

## Rànquing
1) Diego Maradona  Argentina (Mèxic 1986, vs.  Anglaterra). 18.062 vots.(YouTube)

2) Michael Owen  Anglaterra (França 1998, vs.  Argentina): rep la pilota al mig del camp, supera dos defensors i defineix a l'angle oposat. 10.631 vots.(YouTube)

3) Pelé  Brasil (Suècia 1958, vs.  Suècia): para un centre amb el pit, "globus" a un defensor i defineix de volea. 9.880 vots.(YouTube)

4) Diego Maradona  Argentina (Mèxic 1986, vs  Bèlgica): rep en els 3/4 de camp, supera 4 defensors i defineix al pal contrari del porter. 9.642 vots.(YouTube)

5) Gheorghe Hagi  Romania (Estats Units 1994, vs.  Colòmbia): tir sobre el porter des dels 3/4 de camp de la banda lateral esquerra. 9.297 vots.(YouTube)

6) Saeed Al-Owairan  Aràbia Saudita (Estats Units 1994, vs.  Bèlgica): comença en el primer quart de camp, supera quatre oponents i defineix al pal del porter. 6.756 vots.(YouTube)

7) Roberto Baggio  Itàlia (Itàlia 1990, vs.  Txecoslovàquia): rep al mig del camp, fa una paret amb un company, supera 2 defensors i defineix davant el porter. 6.694 vots.(YouTube)

8) Carlos Alberto  Brasil (Mèxic 1970, vs  Itàlia): rep un centre des de la meitat del cap, para amb el pit i defineix davant el porter. 5.388 vots.(YouTube)

9) Lothar Matthäus  Alemanya (Itàlia 1990, vs.  Iugoslàvia): comença al seu camp, supera un defensor, tira de fora de l'àrea al pal dret del porter. 4.191 vots.(YouTube)

10) Vincenzo Scifo  Bèlgica (Itàlia 1990, vs.  Uruguai): remat des dels 3/4 de camp després d'una assistència, enviant el baló al pal dret del porter. 2.935 vots.(YouTube)

## Altres gols històrics
- La mà de Déu
- El penal de Panenka
- Gol de Placa